# Deus Ex: Invisible War
A Deus Ex: Invisible War a hatalmas sikereket elért Deus Ex közvetlen folytatása, mely 2003 végén jelent meg. Elődje sikereit azonban nem tudta megismételni, főként az első részben zseniálisan kidolgozott rendszerek jelentős leegyszerűsítése miatt. A cselekmény az alapsztori után 20 évvel játszódik, amikor is a chicagói Tarsus Akadémia ellen merényletet intéznek a terroristák. Egy itteni tanuló, Alex D szerepében játszunk, akire rövidesen felfigyel több titkos szervezet is, és ismét belekeveredik egy világméretű összeesküvésbe. A cselekmény abszolút szabad, a játékosra van bízva, hogy merre kíván haladni.

## Játékmenet
A kivitelezés csaknem teljesen megegyezik az első résszel. Továbbra is első személyű nézetből irányíthatjuk karakterünket.Vegyülnek benne olyan játékelemek, mint szerepjáték, lopakodás, és akció, éppen ezért maga Warren Spector is azt nyilatkozta, hogy a stílus gyakorlatilag meghatározhatatlan, hisz annyi mindent ötvöz magában.

### A játékos választásai
Az előd rugalmasságát itt is megtartották. A játékos szabadon dönthet, hogy egy szituációt miként kíván megoldani. Választhat erőszakos utat is, de bizonyos helyzetekben kifizetődőbb, ha például lefizeti az útjában álló őrt, esetleg zártörést alkalmaz. A lehetőségek olyannyira széles körűek, hogy még a főszereplő nemét is megválaszthatjuk (bár ennek a játékmenetre gyakorlati kihatása nincs).

### Szerepjáték elemek
Hasonlóan az elődhöz, itt is a nanotechnológia lesz az, amely segítségével különféle tulajdonságokat erősíthetünk. Ezeket ebben a részben biomod-oknak hívják, és bioenergia felhasználása segítségével különleges képességekhez segítenek hozzá. Összesen öt biomod használható, és mindegyik implementálásakor két tulajdonság közül kell választanunk, melyet a későbbiekben már nem módosíthatunk. Minden biomod tulajdonságán lehetőségünk lesz javítani, két alkalommal. Eltűntek az előző részben jól bevált skill pontok, helyettük néhány képességet a biomodok örököltek.
A játék során rengeteg holmit találhatunk, melyeket egy tárgy-gyűjtőbe és egy tizenkét férőhelyes övbe pakolhatunk. A 12 férőhely a biomodok segítségével 15-ig bővíthető. Míg az első részben a tárgyaknak meghatározott mérete volt, addig most egy tárgy egy egységnyi helyet foglal.

### Harci elemek
Mivel az irányítás első személyű, az akcióközpontú nézet alkalmazása volt célszerű. Ebből a szemszögből nézve a játék egy FPS benyomását kelti: ellenségeink azonnal ránk támadnak, nekünk pedig gyors reakciókra van szükségünk. Ebben számtalan típusú fegyver lesz segítségünkre, melyeket különféle bővítményekkel is felszerelhetünk, a jobb hatás elérése érdekében (ezek utólagosan nem távolíthatóak el). A nanotechnológiának köszönhetően az azonos típusú fegyverek ugyanazt a lőszert használják.
A lövéseket célzottan is le lehet adni, a más testrészre leadott lövésnek gyakran egész más hatása lesz. Az első résszel ellentétben most már nincs minden testrésznek külön életerőpontja, csak egy összpontszám.

## Cselekmény

### Összefoglaló
A játék 20 évvel az eredeti Deus Ex után zajlik, méghozzá úgy, mintha gyakorlatilag az alapjáték mind a három végkifejlete bekövetkezett volna. JC Denton tevékenységének köszönhetően a világ információs hálózata összeomlott, ami egy új sötét középkort hozott létre. Ebben a világban több, egymással szemben ellenséges szervezet létezik: a Világkereskedelmi Szervezet, mely kicsiny városállamokat szervezett; a Rend, melynek célja egy új világvallás létrehozása; a Templomos Lovagok, akik a biomod-beültetések ellen vannak; az Omar, melyek biomodokkal átalakított lények, saját feketepiacuk van és új fajjá szeretnének szerveződni; és az ApostleCorp, amely JC Denton vezetésével szeretné egyetlen intelligencia által egyesíteni az emberiséget. A szervek Dentont akarják felhasználni vagy megsemmisíteni céljaik elérése érdekében. Természetesen a játék során ki fog derülni, hogy most sem minden az, aminek eredetileg látszott.

### A történet
|  | Alább a cselekmény részletei következnek! |

Az események kezdetén a terroristák egész Chicagót megsemmisítik, a főhős, Alex D, több társával együtt azonban megmenekül, és Seattle-be utazik. Itt Dr. Leila Nassif próbálja belőlük kiszedni, mi is történnhetett, de ekkor a hely ellen támadást intéz A Rend. Egyik társa, Billie Adams, ekkor felfedi, hogy ő is a Rend tagja, és hogy a Tarsus program valójában egy kísérlet, amelyben a beültetett biomodokat tesztelik. Megkéri Alexet, hogy szökjön meg és találkozzon a Rend többi tagjával. Ezt Dr. Nassif nem nézi jó szemmel és lojalitásra buzdítja hősünket.
Szökése után a Világkereskedelmi Szervezet (WTO) egyik tagja, Donna Morgan is találkozóra hívja Alexet.  Egy apartmant kell megvizsgálnia, és ha már ott jár, kutakodnia kell Dr. Nassif után is. Ekkor derül ki, hogy másik társa, Klara Sparks a WTO ügynöke. Nem sokkal ezután találkozik a Rend helyi vezetőjével, valamint a Templomosokkal, és egy különös csoportosulással, az Omarral is. Mindegyik a maga céljára szeretné felhasználni Alexet, kezdetnek például egyikük arra kéri fel, hogy védje meg a legújabb szuperfegyverüket a Mako Ballistics-nél, a másik pedig arra, hogy pusztítsa el. Csak a játékoson áll, mit tesz.
A Mako-n kiderül, hogy Dr. Nassif megszökött Egyiptomba, ahol az ApostleCorp nevű szervezet régi központja található. Kairóban kalandos úton elkapja Dr. Nassifot, is megtud egyet s mást. Kiderül, hogy az ApostleCorp egyik vezetőjét, Paul Dentont elrabolták a Templomosok, de egy másik vezetőjük, Tracer Tong,  szabadon maradt. Az is kiderül számára, hogy valódi neve Alex Denton, s ő Paul Denton második klónja (JC volt az első).
Trierben Tracer Tong felfedi Alexnek, hogy amikor az első rész végén JC egyesült Helios-szal, a céljuk (új világrend) elérése érdekében elkezdték kifejleszteni az új biomod struktúrát, mely fenntarthatná őket. Paul volt az első kísérleti alany, de sajnos kudarcot vallottak, s jégbe fagyott testét a Templomosok rabolták el. JC eszméletlen állapotban várja az Antarktiszon a megoldás kifejlesztését. JC szentélye teleporttal elérhető ugyan, de azt templomosok őrzik.
Időközben kiderül, hogy a Rend vezetőjét, "Őszentségét" is elkapták a templomosok, és a kettes számú vezető, Chad Dumier megpróbálta őt kimenteni. Hamar kiderül, hogy Őszentsége nem más, mint Nicolette DuClaire, és ő valamint Chad a vezetői most az Illuminatinak, melynek a WTO és a Rend is csak egy kicsiny eszköze. Az Illuminati célja megkaparintani JC-t, és rajta keresztül uralni a világot. Az ApostleCorp célja JC felhasználása egy új világrend létrehozására. A Templomosok el akarják pusztítani JC-t és felszámolni minden futurisztikus technikát.
Nem sokkal ezután a cél az Antarktisz, ahol Alex megjavítja Helios sérült memóriáját. Eközben betekintést nyerhetünk JC múltbeli ténykedéseibe. A sikeres javítás után JC megkéri Alexet, hogy mentse meg Pault a templomosok karmaiból. Kairóban azonban ismét választás elé kerül a játékos: megteheti, hogy megöli Pault, s adhat vért egy Templomosnak; de meg is mentheti az idősebbik Dentont.
A játék végkifejletére a Szabadság-szobor mellett, a rég elhagyatott UNATCO-bázison kerül sor. Minden szervezetnek megvan a maga szándéka velünk, s mind az Aquinas Spec feltöltését követelik. Attól függően, hogy ki mellé állunk, a befejezések különfélék lehetnek:
- ApostleCorp: az univerzális biomod technológia kerül kifejlesztésre, s az emberek egy kollektív tudatban egyesülnek egy tökéletes demokráciában, Helios és JC vezetésével.
- Illuminati: JC és Paul Denton meghalnak, s a világ felett diktátori eszközökkel az Illuminati uralkodik.
- Templomosok: JC és Paul Denton meghalnak, a biomod technológia sosem kerül kifejlesztésre, a Templomosok pedig egy totalitárius vallási diktatúrával uralkodnak a világ felett.
- Omar: Rajtuk kívül az összes többi szervezet vezetője meghal, s hamarosan csak a biomodifikált emberek maradnak életben az egész Földön.

|  | Itt a vége a cselekmény részletezésének! |

## Megvalósítás
A játék az Unreal Warfare grafikus motor erősen átalakított változatát használja, melybe a fizika szimulálására beépítették a Havok motort. Ennek köszönhetően a tárgyaknak van súlyuk, érvényesül a gravitáció, sőt, megfelelő fényviszonyok mellett dinamikusan változó árnyékok is láthatók. Sajnos a konzolra is történő fejlesztés következménye, hogy a pályák kisebbek, mint az elődben, és a grafika is csúnyább, mint más, Unreal Warfare motoros játékoké.

## Fogadtatás
A játékújságok és játékportálok jó, 80-84%-os osztályzatot adtak átlagban. A rajongók másként látták: ők az előd tükrében 62-74 százalék közé helyezték. Ennek oka valószínűleg a rövidebb játékmenet  és a lebutított funkciók lehetett.

## Folytatások
Habár nem ennek a játéknak a közvetlen folytatása, hanem az egész sztori előzménytörténete, 2011-ben megjelent a Deus Ex: Human Revolution, melyet azonban már nem az első két rész fejlesztői készítettek.

## Fordítás
- Ez a szócikk részben vagy egészben  a   Deus Ex: Invisible War című angol Wikipédia-szócikk ezen változatának fordításán alapul.  Az eredeti cikk szerkesztőit annak laptörténete sorolja fel. Ez a jelzés csupán a megfogalmazás eredetét és a szerzői jogokat jelzi, nem szolgál a cikkben szereplő információk forrásmegjelöléseként.